# Miguel Enríquez
Miguel Enríquez Espinosa (Concepción, 27 de março de 1944 – Santiago, 5 de outubro de 1974) foi um médico chileno, que fundou e presidiu o partido político marxista-leninista Movimento de Esquerda Revolucionária.
Após golpe militar de 11 de setembro de 1973, Enríquez organizou a resistência clandestina contra a ditadura do general Augusto Pinochet. Após um ano na clandestinidade, a polícia política do regime, a DINA, descobriria seu esconderijo em um bairro pobre de Santiago. Em 5 de outubro, sua casa foi cercada por agentes da DINA e centenas de policiais com tanques e helicópteros. Enríquez recusou se entregar à polícia e foi morto por uma granada lançada em sua casa.
Seu filho, Marco Enríquez-Ominami, é um proeminente político chileno e candidato independente às eleições presidenciais de 2009 com uma agenda de centro-esquerda.